# Zámecká zahrada (Vyškov)
Zámecká zahrada je historickou památkou ve městě Vyškov, zapsanou v ústředním seznamu kulturních památek. Pozemek se nachází poblíž vyškovského zámku a Zooparku, vedle hřbitova, na ulici Cukrovarská. Dominantou zahrady je od počátku 21. století fontána, lodžie z roku 1673 se sedmi arkádami a toskánskými sloupy. Horní část lodžie zdobí balustráda. Svým dispozičním řešením je volnou obnovou původní zahrady, která na tomto místě byla ve středověku. Patří mezi tři zahrady v Česku s původním půdorysným uspořádáním.

## Popis
Je to menší plocha pravidelného půdorysu. Zámeckou zahradu renovoval P. Janák. Původní park se skládal z větší okrasné, menší užitkové části a květnice (část s květinovými záhony). Zahrada o velikosti 1,7 ha byla rozdělena cestami na čtyři oddělení a v části u promenádní cesty ozdobena ornamentálními výsadbami. V zahradě se na křížení cest nacházela fontána. Na zahradu v 18. století navazovala bažantnice. V zahradě na konci 20. století rostlo šest listnáčů a třináct jehličnanů. Mezi jehličnany byly borovice hedvábné, zeravy východní a zeravy západní, smrky, douglasky. Z listnáčů je uváděna turecká líska, lípa malolistá, topoly černé (sloupovitý kultivar 'Italica'), dub letní (sloupovitý kultivar 'Fastigiata').

## Historie

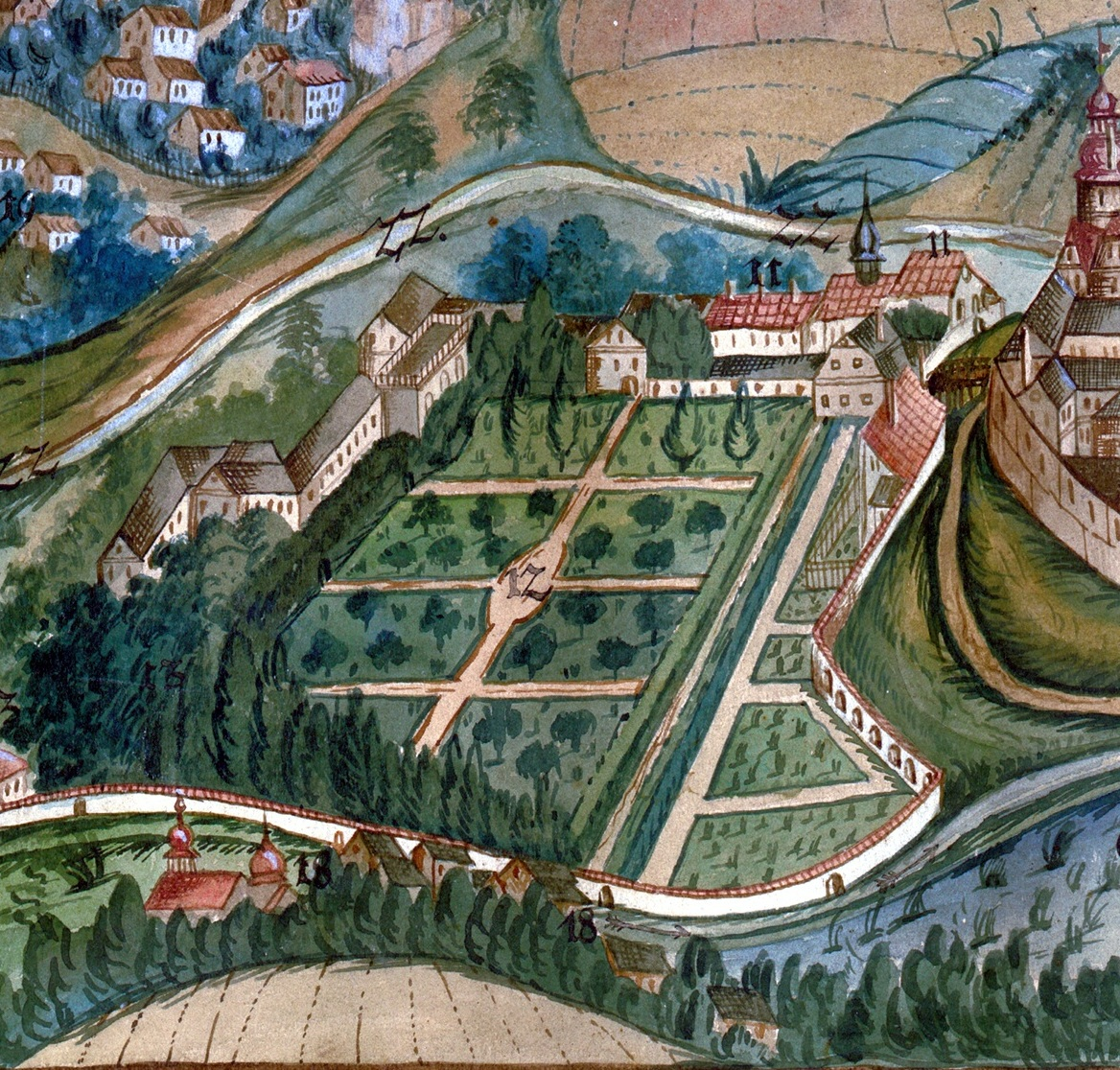
Výřez zámecké zahrady z veduty Vyškova roku 1720

Zahrada byla vybudována před zámkem, který vznikl přestavbou pozdně gotického hradu v 2. polovině 17. století.
První dochovanou zmínkou je podle jiných zdrojů zpráva uvádějící, že biskup Stanislav I. Thurzo, který nastoupil na biskupský stolec roku 1497 vyškovskou zahradu zřídil znovu. Za třicetileté války roku 1643 byl zámek vypleněn a vypálen Švédy. Dochoval se latinský nápis, vytesaný na vstupní bráně zahrady, který velebí opravy, provedené Karlem II. z Lichtenštejna. Nápis údajně pochází z roku 1673.
Podle některých zdrojů letopočet 1673 se nachází i při biskupově znaku na tehdy vybudované zahradní lodžii. Tuto nově upravenou zahradu zobrazuje veduta z roku 1720. Trvalý úpadek vyškovského zámku i zahrady je zaznamenán po požáru roku 1753, kdy začíná zahrada pustnout.
Začátkem 19. století byl k zahradě přistavěn hospodářský dvůr. Na přelomu 19. a 20. století byla při rozšíření vyškovského pivovaru zastavěna i část plochy zahrady. Přitom byla zbořena také přiléhající část obvodové zdi zdobená nikami a zničena část aleje. Od roku 1928 byla zahrada vykoupena od majitele se záměrem využít ji pro školní účely. Od tohoto roku začíná převládat hospodářské využití zahrady před udržováním zahrady okrasné. Pro veřejnost zůstala přístupná jen obvodová cesta.
Během druhé světové války němečtí okupanti zahradu roku 1940 uzavřeli a vystavěli v ní barákový tábor arbeitsfronty. Po válce byl v zahradě zřízen výběh pro vepře. Teprve roku 1957 se začalo s obnovou zámecké zahrady. Tato obnovená zahrada byla otevřena 7. června 1964.
Při rekonstrukci parku v první dekádě 21. století byla provedena úprava povrchů a obnoveny omítky v rozsahu celého obvodu zahrady, včetně budov pivovaru a jízdárny. Drátěný plot v jižní části byl nahrazen zdí se vstupními branami. Komunikace pro pěší byly provedeny z mechanicky zpevněného kameniva. V zahradě bylo instalováno veřejné osvětlení Také byly znovu založeny nové trávníky a obnovena alej ve spodní části zahrady a alej podél areálu jízdárny. Byly zrušeny zbytky dekorativních živých plotů ze zimostrázu a rozšířena cesta tvořící hlavní promenádní osu. U travnatých ploch byly obnoveny závlahy, v centru zahrady byla vytvořena kruhová fontána. Nově byly rozmístěny lavičky a odpadkové koše.
20. dubna 2007 proběhlo slavnostní otevření rekonstruované Zámecké zahrady. Její architektonické řešení respektuje stav vzniklý při obnově zahrady v polovině 20. století.

## Galerie

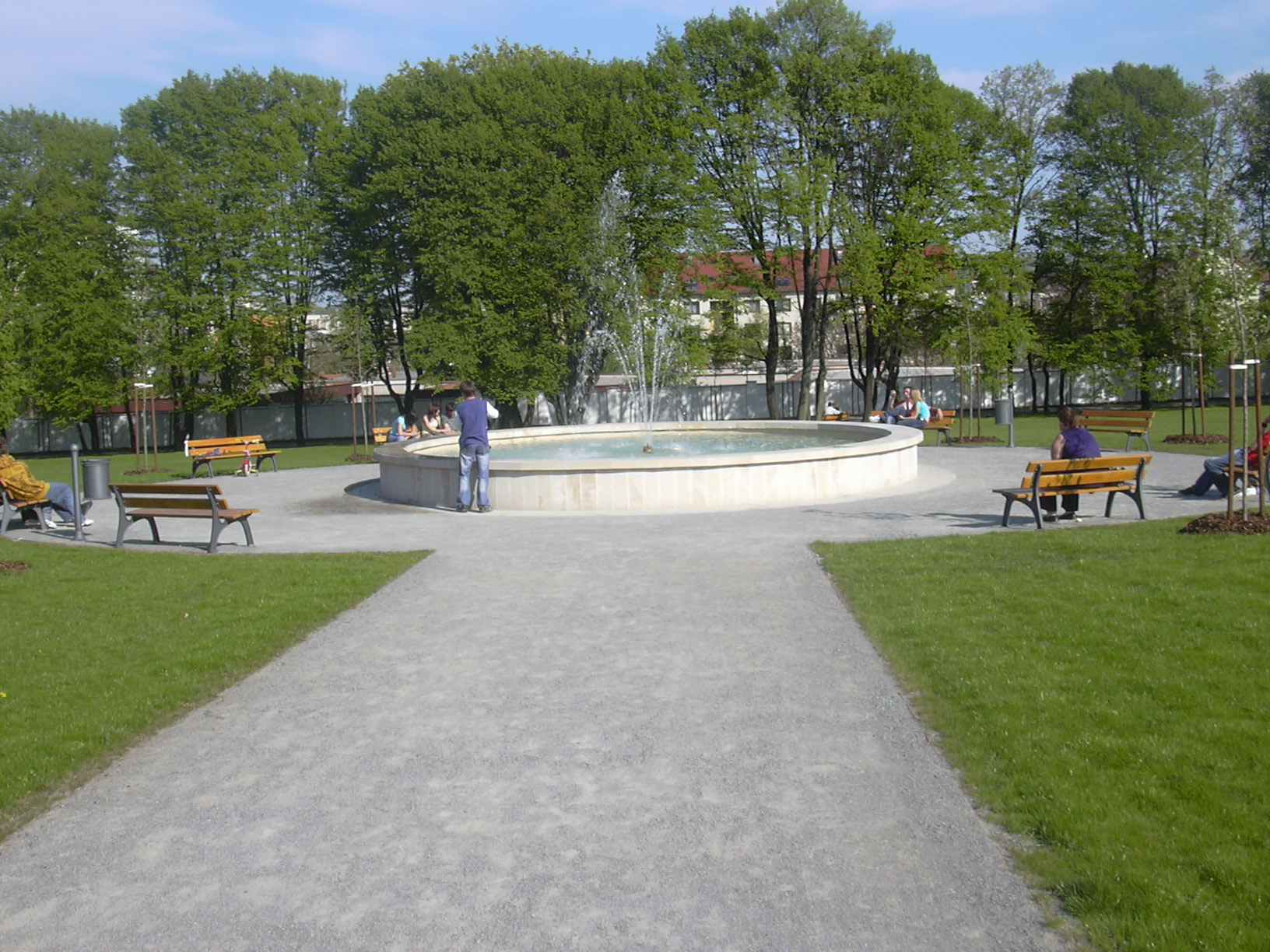
Nová kašna v zámecké zahradě
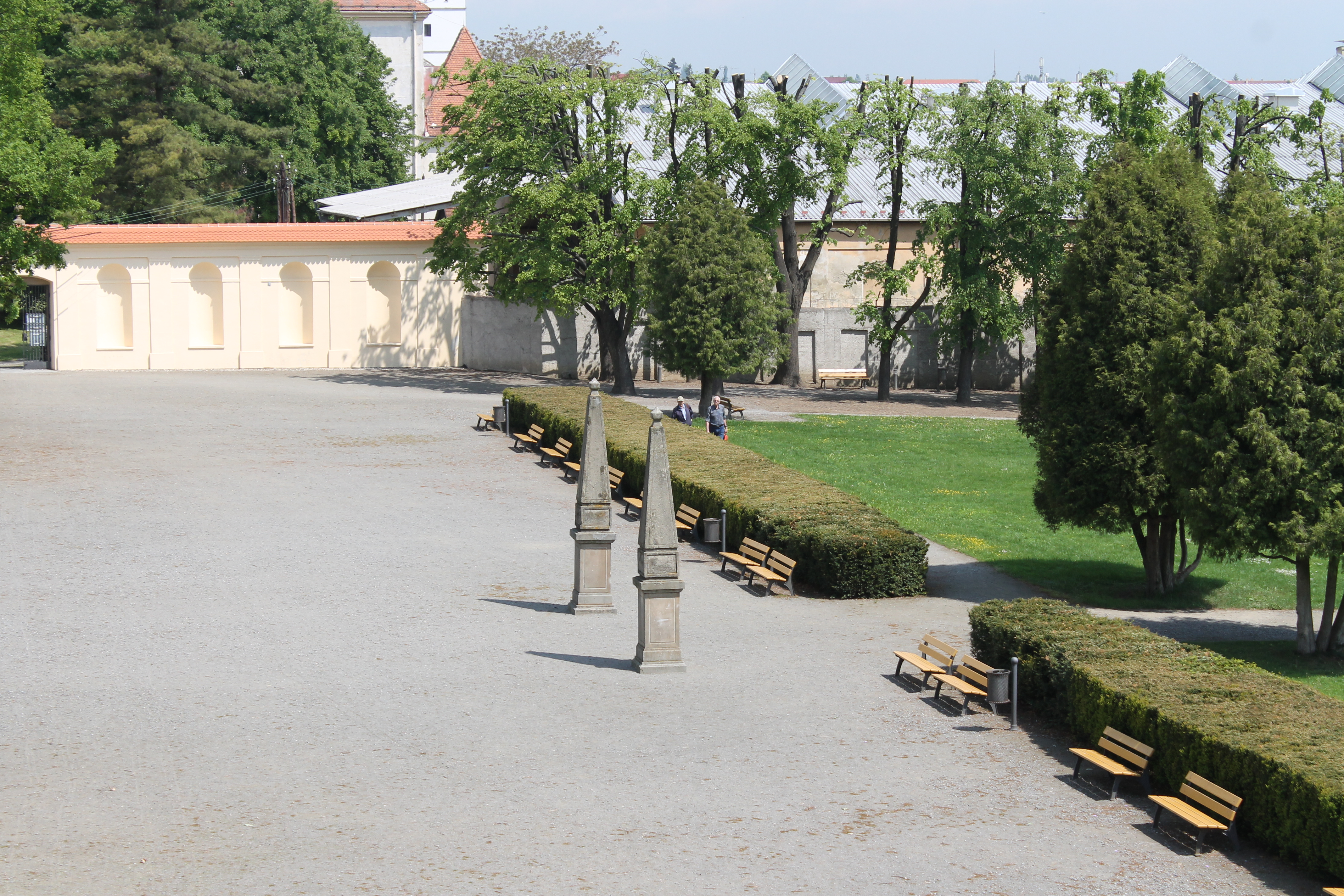
Prostranství před lodžií
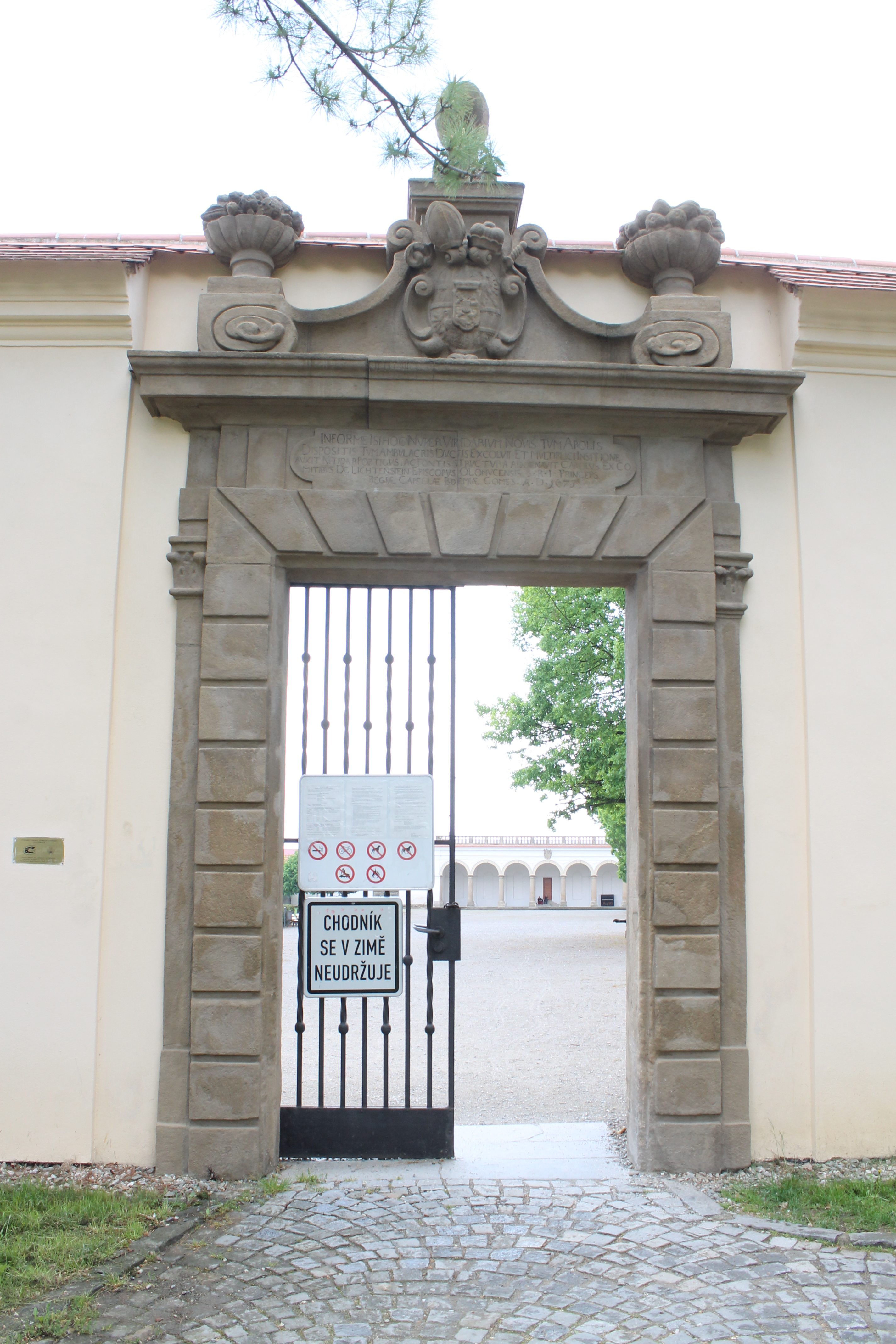
Hlavní vchod
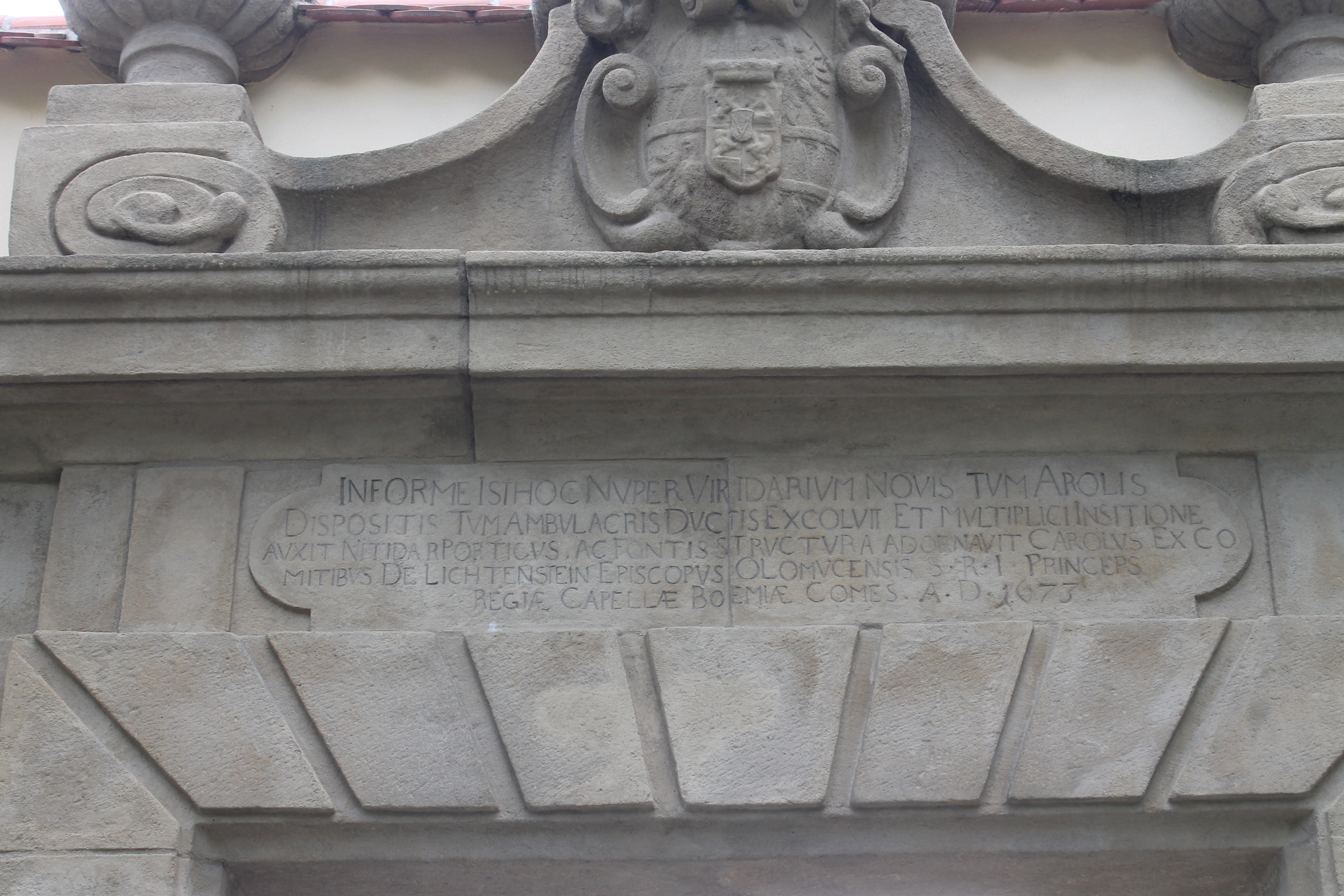
Nápis nad hlavním vchodem
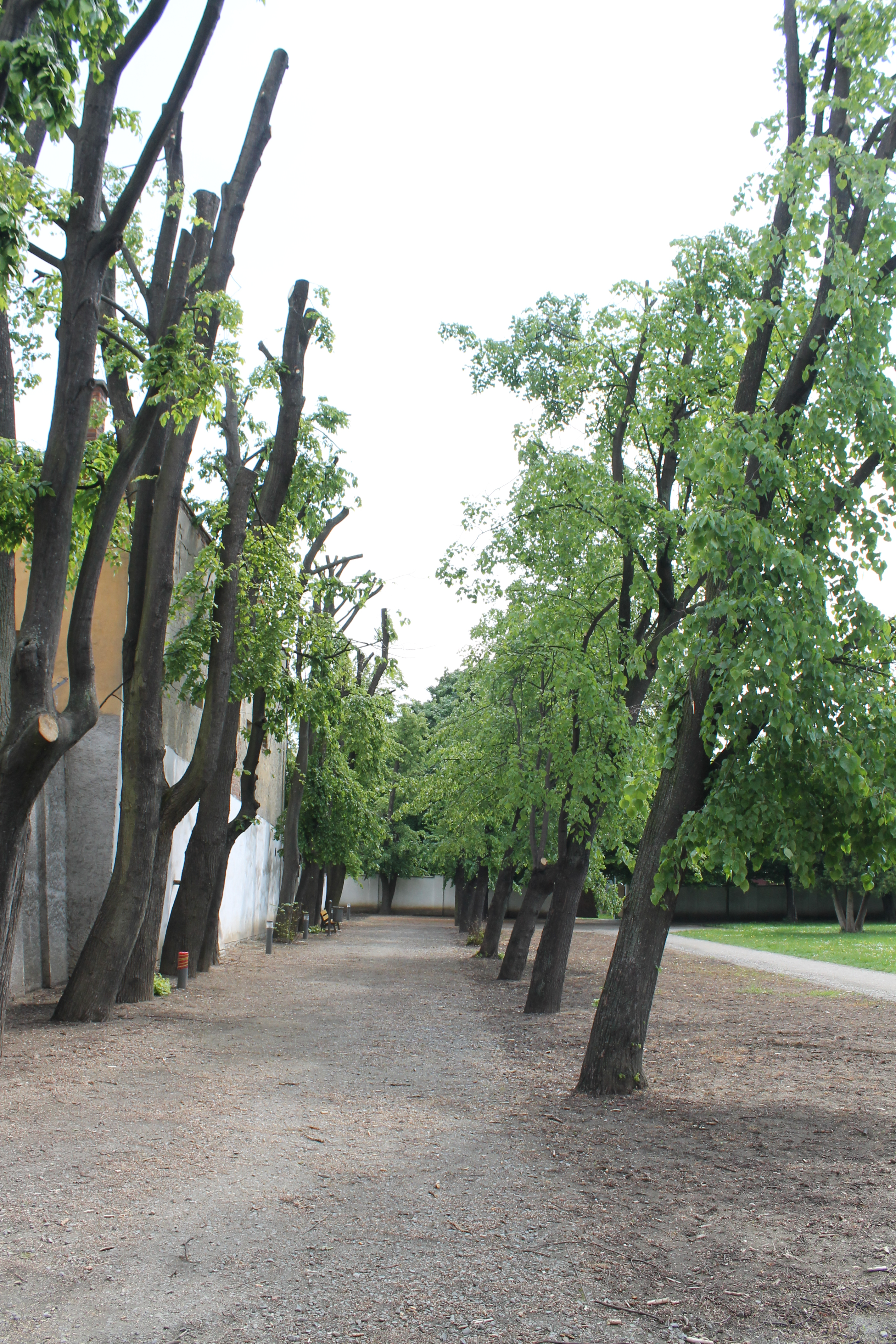
Zmlazení dlouhodobě neudržovaného stromořadí
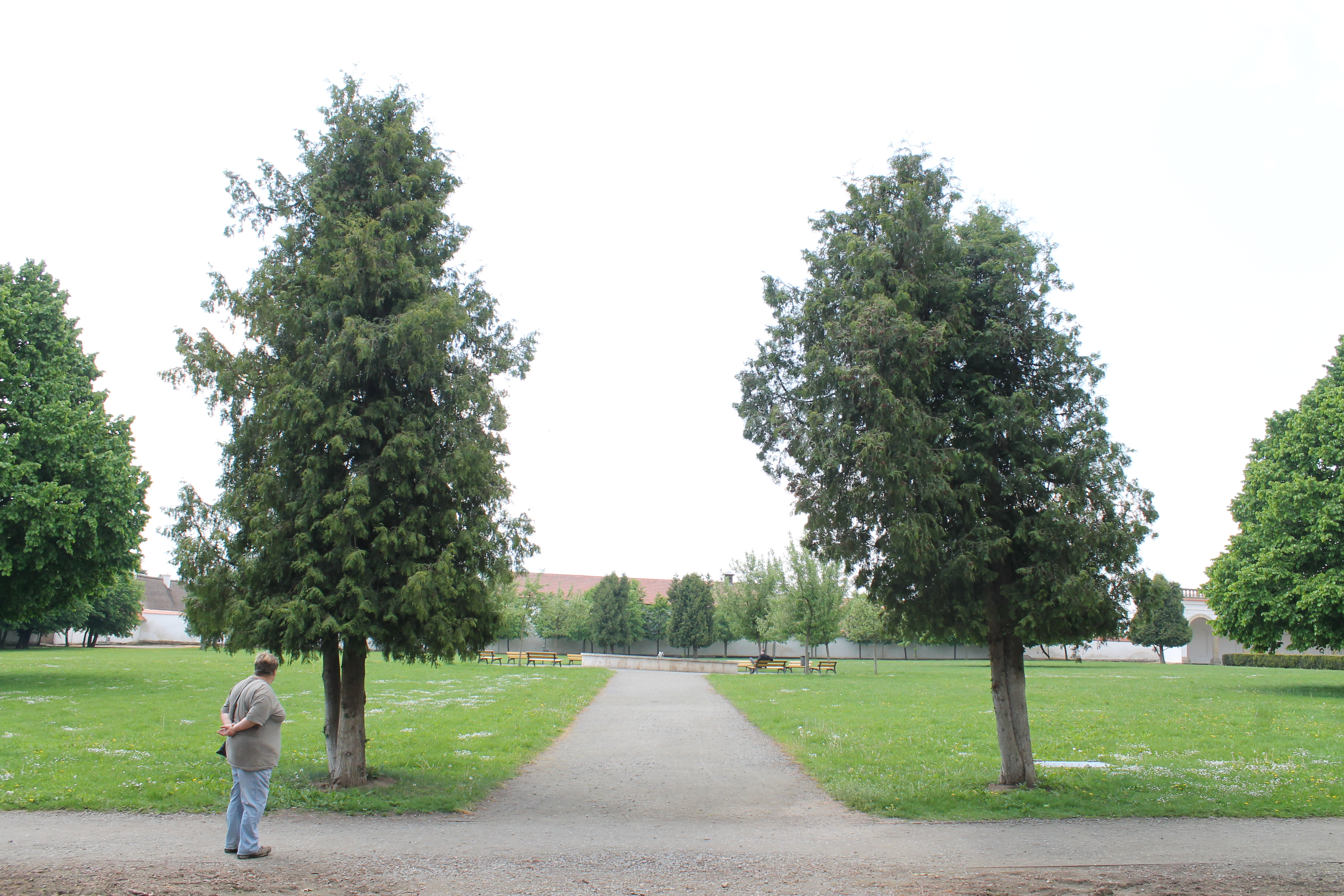
Zeravy vyholené špatnou údržbou
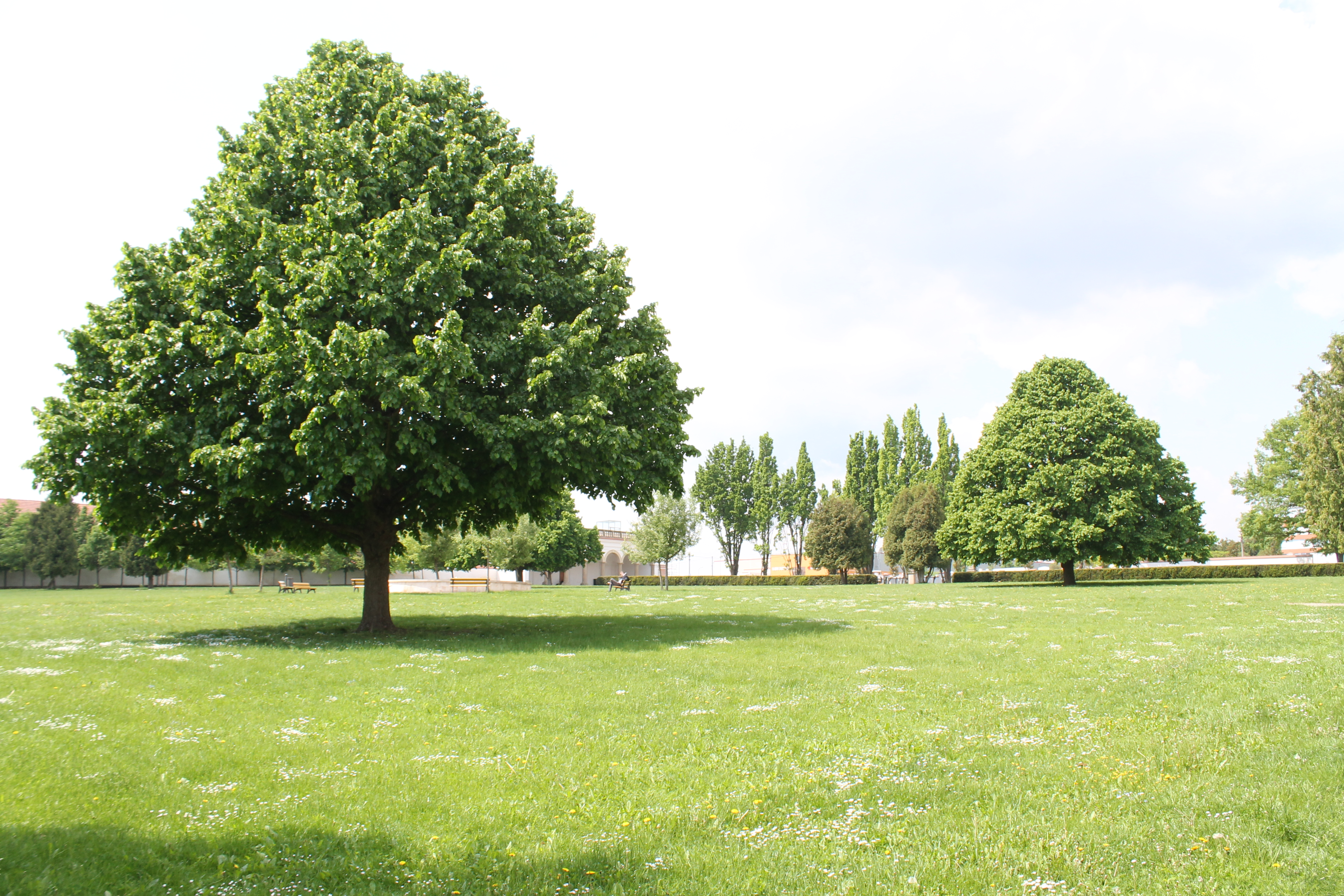
Turecké lísky
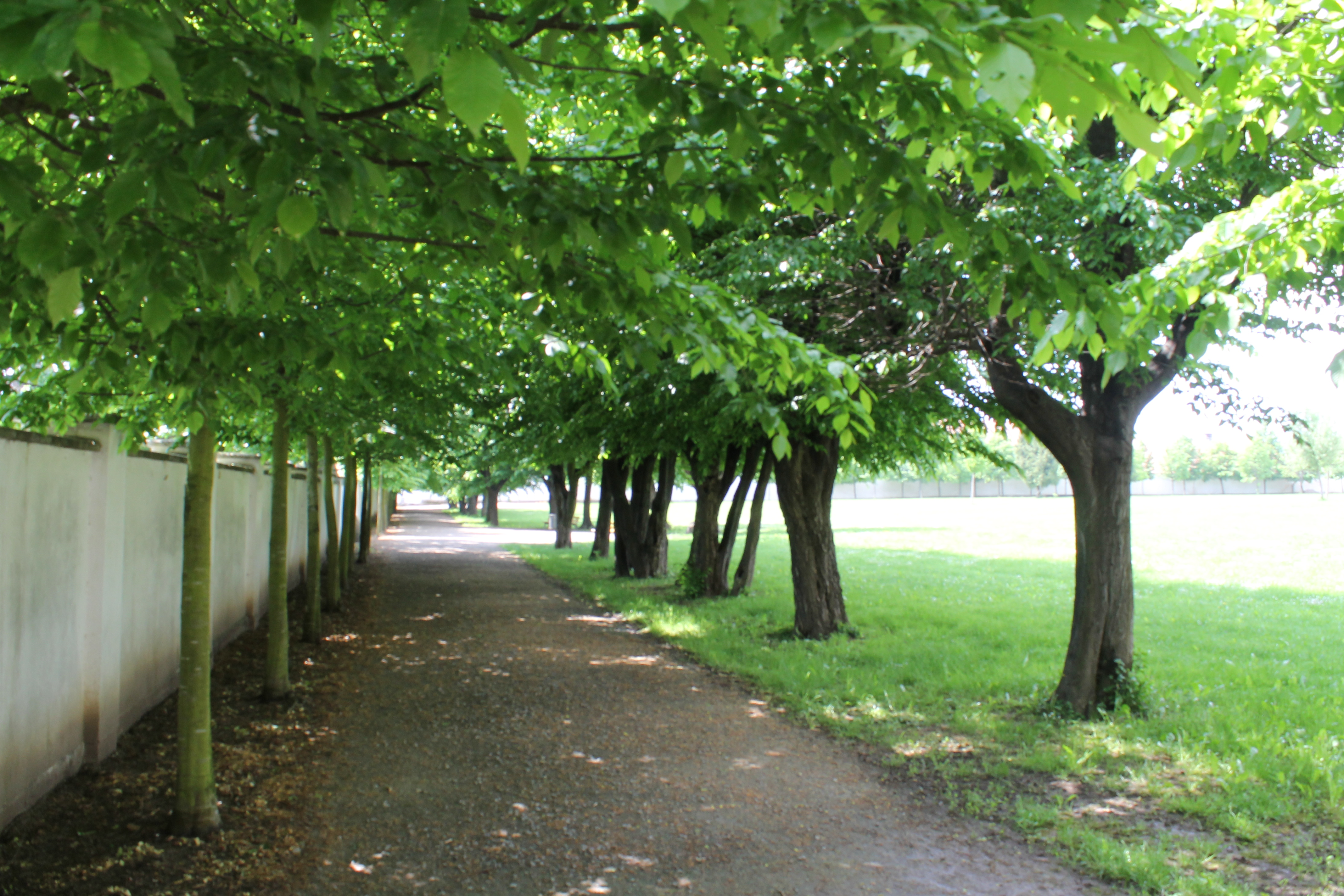
Alej
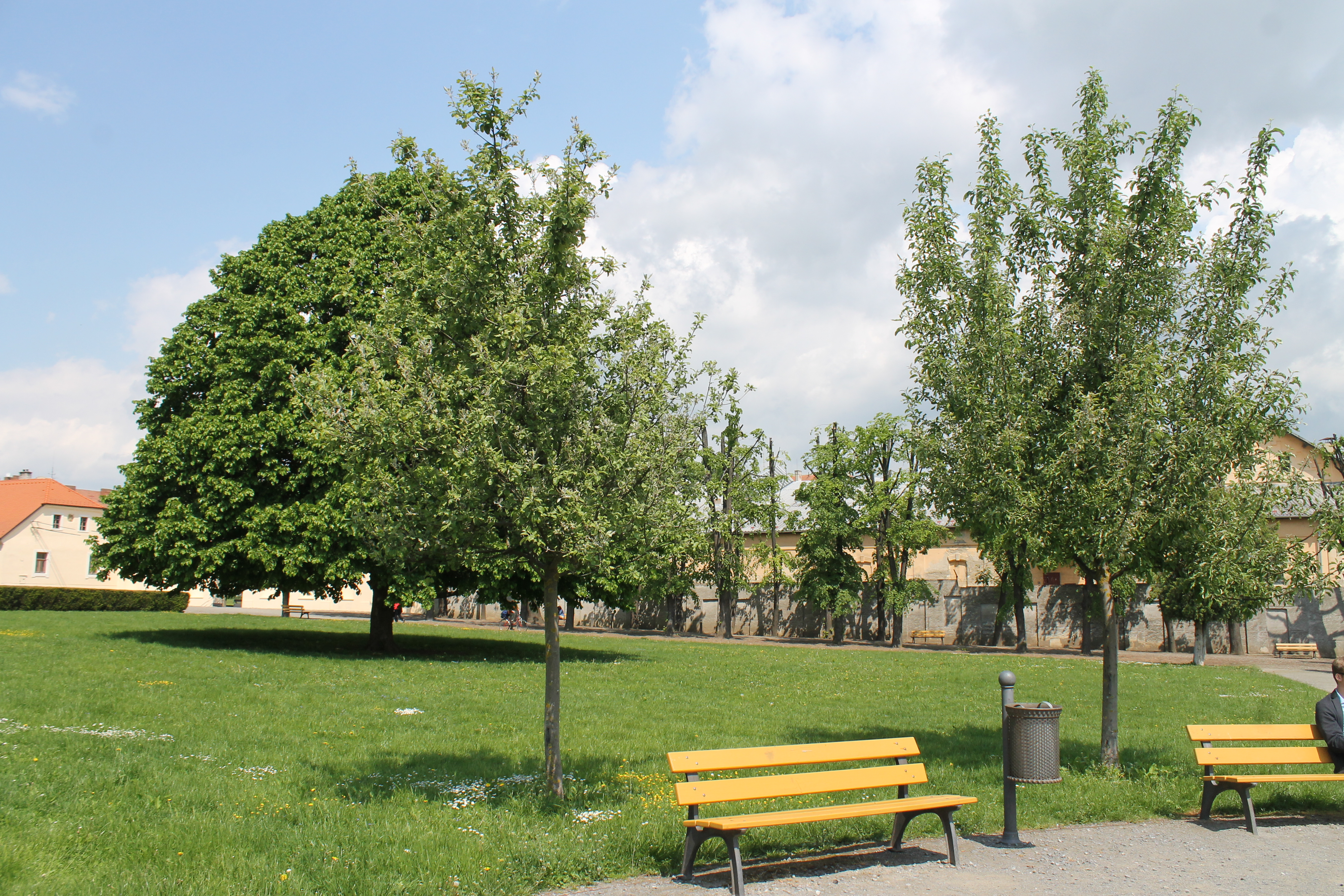
Jabloně kolem kašny, neudržované řezem, toho času silně napadené padlím
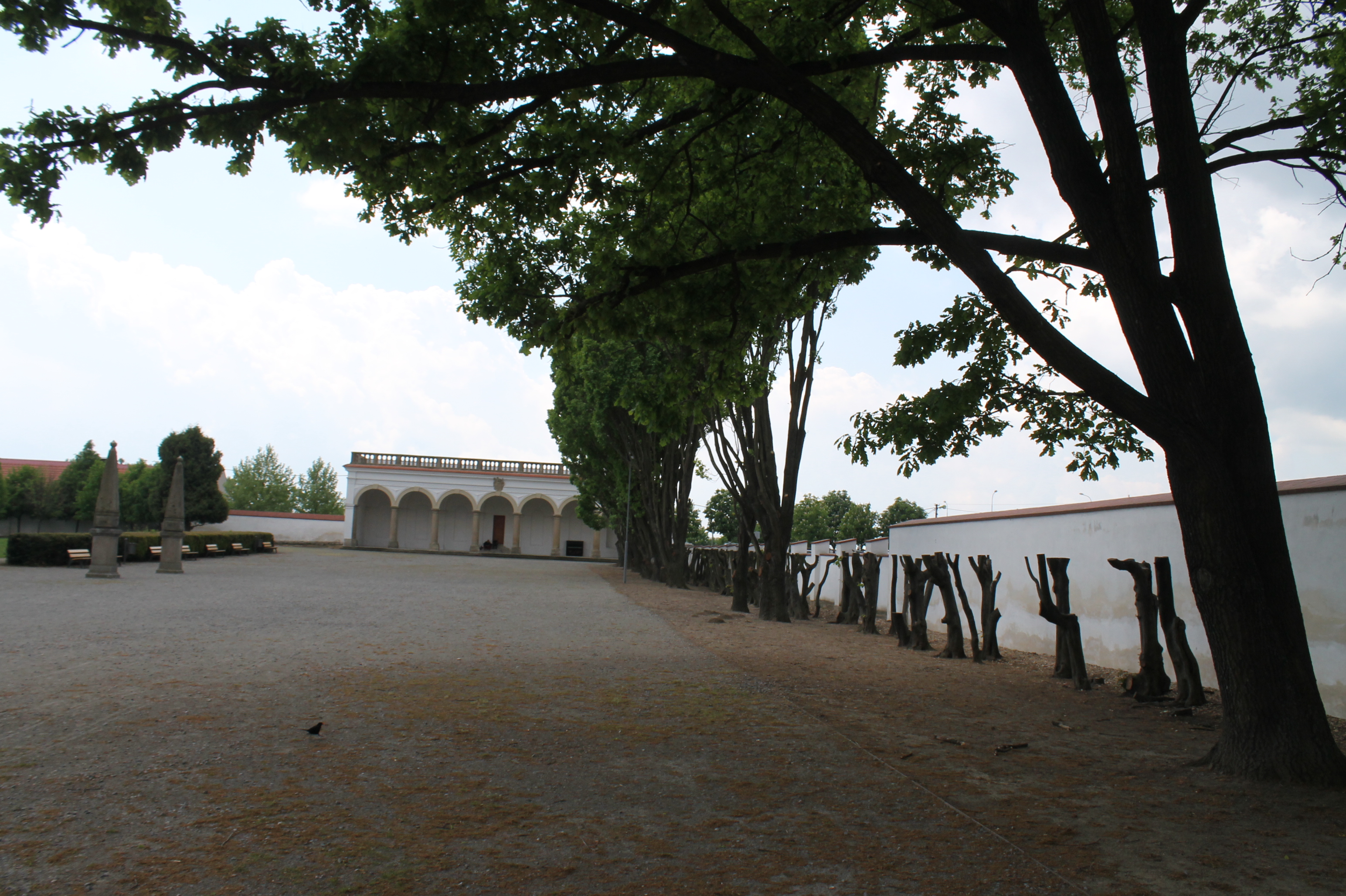
Velmi silně zmlazené hustě vysázené špatně udržované dřeviny
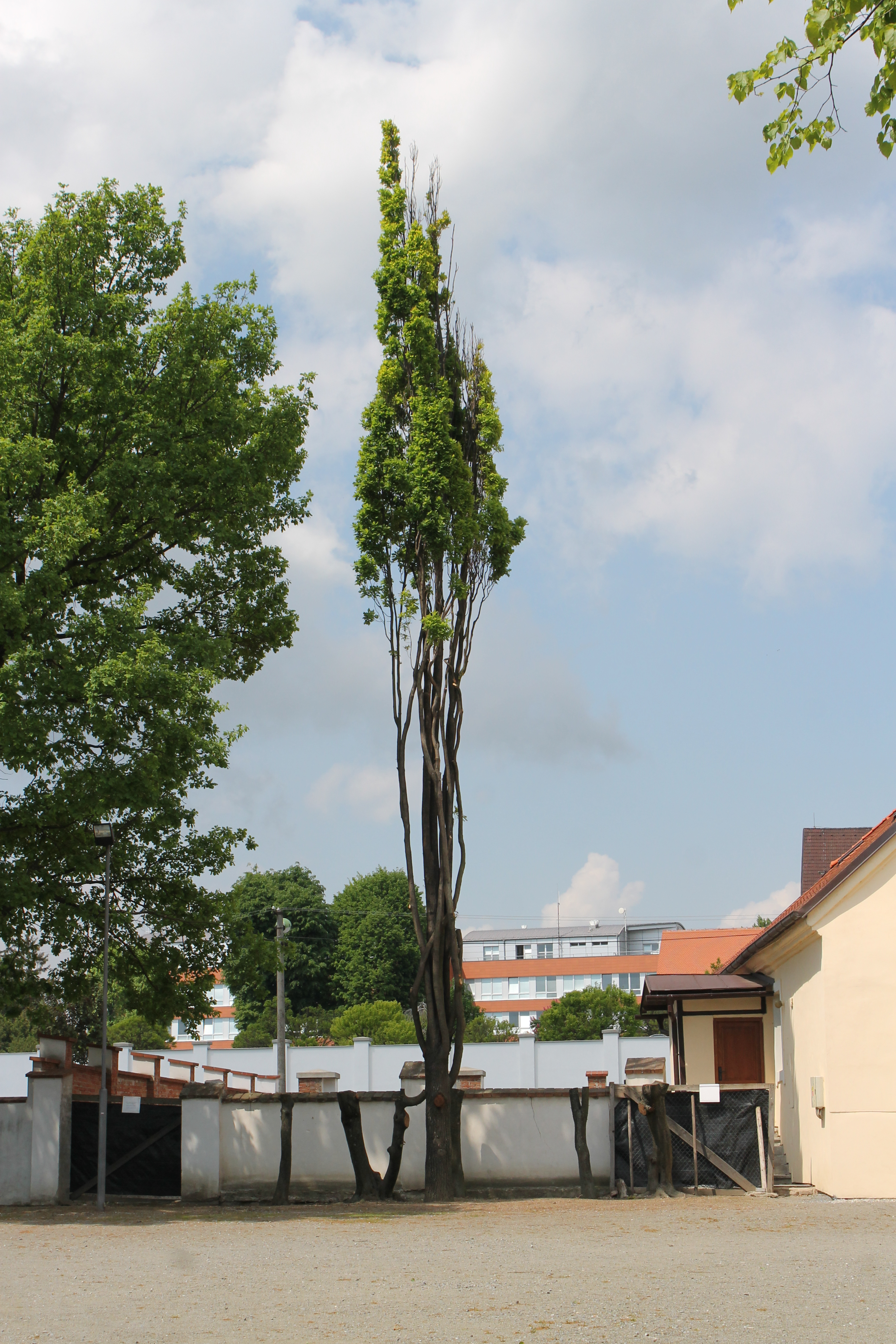
Mladý topol vyholený dlouhodobým zastíněním
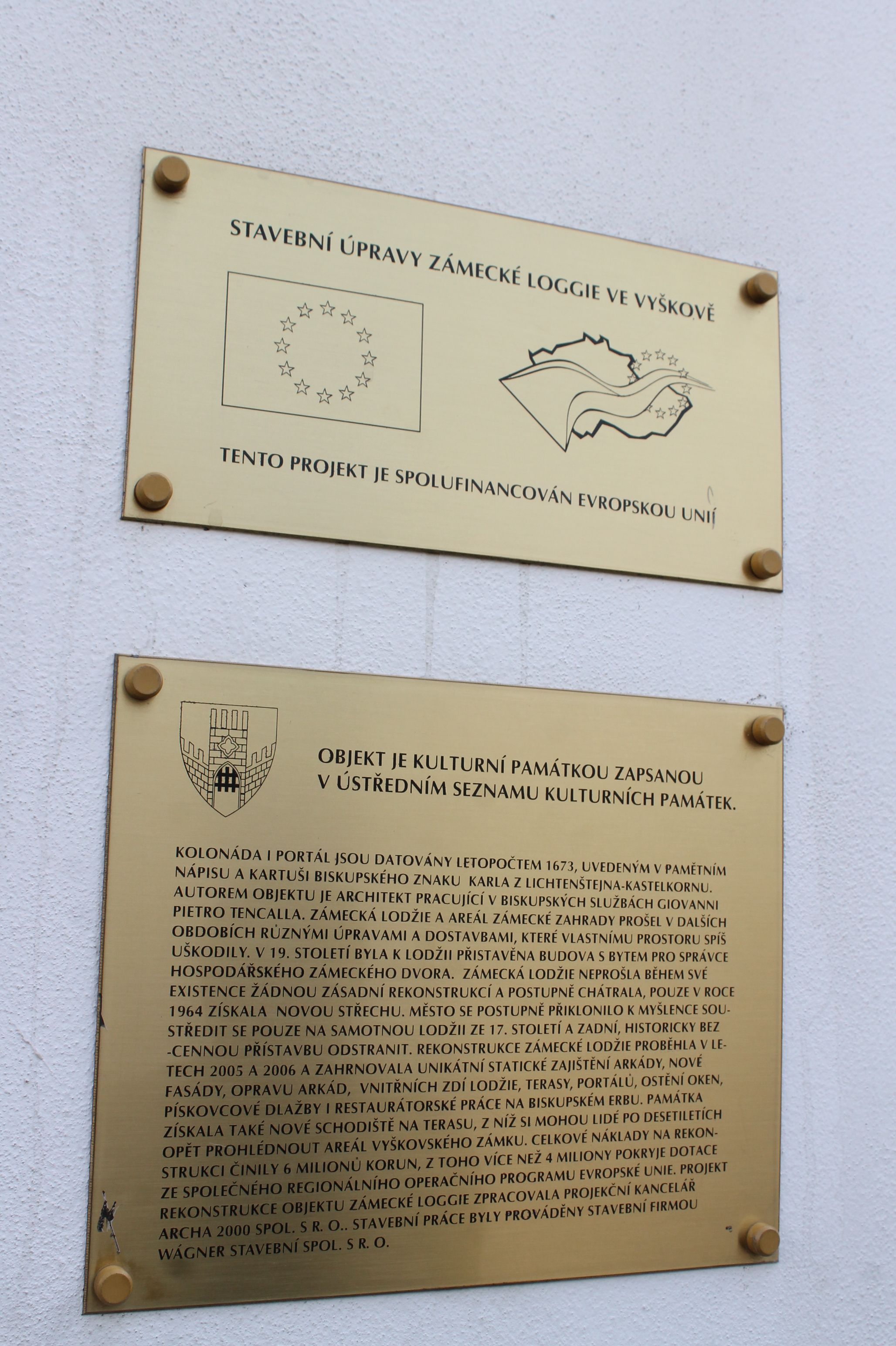
Cedule za rohem lodžie potvrzující spolufinancování EU na opravě parku